# Eden Ladin
Eden Ladin (hebräisch עדן לאדין; * im Dezember 1987 in New York City) ist ein israelisch-US-amerikanischer Musiker (Piano, Komposition) des Modern Jazz.

## Leben und Wirken
Ladin wuchs in Tel Aviv auf, wohin seine Eltern nach dem Studium zurückkehrten; in seiner Kindheit kam er durch seinen Vater, den Schlagzeuger Gil Ladin mit verschiedenen musikalischen Richtungen in Berührung wie Jazz, Funk und Fusion. Mit fünf Jahren begann er Schlagzeug zu spielen, mit neun hatte er klassischen Klavierunterricht. Mit 14 Jahren bekam er privat Unterricht in Jazzpiano von Alec Katz und Amit Golan, was dazu führte, dass das Piano zu seinem Hauptinstrument wurde. Des Weiteren studierte er Harmonielehre bei Yafim Yoffe. Bald darauf arbeitete er in der israelischen Jazzszene, außerdem mit verschiedenen Pop- und Rockbands. 2008 erhielt er ein Stipendium der America-Israel Cultural Foundation und zog nach New York, wo er an The New School for Jazz and Contemporary Music bei George Cables, Reggie Workman, Lee Konitz, Billy Harper, Kirk Nurock, William Parker, Robert Sadin, Charles Tolliver, Sy Johnson, Gerard D’Angelo, Jane Ira Bloom, LeeAnn Ledgerwood, Kevin Hays, Sam Yahel, Joanne Brackeen, Vijay Iyer, Doug Weiss, Ari Hoenig, Armen Donelian und Ben Monder Unterricht hatte.
In der New Yorker Jazzszene arbeitete er seitdem u. a. mit Wallace Roney (Understanding), Myron Walden (Momentum Live), Avishai Cohen, Antoine Roney, Darren Barrett, Kimberly Thompson, Mike Clark, Ari Hoenig (NY Standard), Joel Frahm, Eli Degibri, Bill McHenry, Omer Avital (Qantar), Mark Guiliana, Dayna Stephens, Donny McCaslin, Gilad Hekselman und Eric Harland. Im Bereich des Jazz führt ihn Tom Lord von 2012 bis 2019 bei sieben Aufnahmesessions, u. a. mit Marcos Varela, Philip Dizack (Single Soul), Tobias Meinhart und Camila Meza (Amber). Unter eigenem Namen legte Ladin 2017 das Album Yequm mit eigenen Kompositionen vor. Mit dem israelischen Trio Tatran veröffentlichte er 2020 zudem das Fusionalbum On Hold bei RTC Records.